# Marie-Pierre Rey
Pour les articles homonymes, voir Rey.
Marie-Pierre Rey, née en 1961, est une historienne et politologue française travaillant sur les relations internationales et spécialiste de la Russie.

## Biographie
Marie-Pierre Rey, née Lopez, est une ancienne élève de l'École normale supérieure de jeunes filles (1980 L).
Elle est docteur en histoire, agrégée d’histoire et licenciée de russe, professeur d'histoire russe et soviétique à l'université de Paris I Panthéon-Sorbonne et directrice du Centre de recherches en histoire des Slaves, de l’Institut Pierre-Renouvin et de l’unité mixte de recherche (UMR) SIRICE de l'université Paris I Panthéon-Sorbonne.
Elle est également membre du conseil de coordination du Dialogue de Trianon depuis sa création en 2017 par les présidents Poutine et Macron. Ce conseil est une initiative de coopération franco-russe dans les domaines de la science, la culture, l'éducation, etc..
Marie-Pierre Rey publie en 2002 un livre intitulé Le dilemme russe. Alain Blum souligne qu'il s'agit d'une synthèse qui « suscite donc des questions indispensables ». Ce livre est également qualifié de « très bonne synthèse d’une question fondamentale », de « solide et passionnant ouvrage » qui « invite à une profonde et stimulante réflexion ».
En 2009, elle publie une biographie du tsar Alexandre Ier, qualifiée par Jacques-Olivier Boudon de « biographie conduite avec talent [qui] propose une mise au point de premier plan ». Jean-Pierre Rioux écrit à propos de son livre consacré à l'invasion russe de la France en 1814 « C’est dense, c’est vif et bien utile ».
L'Atlas historique de la Russie qu'elle écrit avec François-Xavier Nérard en 2017 comporte des erreurs factuelles relevées par une recension critique. Ces critiques ont été corrigées dans la deuxième édition de l'ouvrage, parue en 2019. 

## Principaux ouvrages
- Marie-Pierre Rey, La Tentation du rapprochement : France et URSS à l’heure de la Détente (1964-1974), Paris, Publications de la Sorbonne, coll. « Internationale » (no 41), 1992, 356 p. (ISBN 9782859442101, lire en ligne).
- Marie-Pierre Rey, Le dilemme russe. La Russie et l’Europe occidentale d’Ivan le Terrible à Boris Eltsine, Paris, Flammarion, 2002, 354 p. (ISBN 9782082100984)[4],[5],[6],[7].
- Marie-Pierre Rey (dir.), Les Russes de Gorbatchev à Poutine, Paris, Armand Colin, 2005, 238 p. (ISBN 9782200264819)[11].
- Marie-Pierre Rey, Alexandre Ier : Le tsar qui vainquit Napoléon, Paris, Flammarion, coll. « Grandes biographies », 2009, 608 p. (ISBN 9782080205261)[8].
- Marie-Pierre Rey, L'effroyable tragédie : Une nouvelle histoire de la campagne de Russie, Paris, Flammarion, coll. « Au fil de l'histoire », 2012, 391 p. (ISBN 9782081228320). Prix Premier Empire 2012 de la Fondation Napoléon.
- .Marie-Pierre Rey, 1814, un tsar à Paris : L'année où les Russes ont fait l'histoire de France., Paris, Flammarion, coll. « Au fil de l'histoire », 2014, 336 p. (ISBN 9782081290358)[9].
- (en) Marie-Pierre Rey (dir.), Leopoldo Nuti (dir.), Frédéric Bozo (dir.) et Bernd Rother (dir.), The Euromissile Crisis and the End of the Cold War, Stanford, Stanford University Press, coll. « Cold War International History Project », 2015, 352 p. (ISBN 9780804792868).
- Marie-Pierre Rey et François-Xavier Nérard, Atlas historique de la Russie : D'Ivan III à Vladimir Poutine, Paris, Autrement, coll. « Atlas Mémoires », 2017 (réimpr. 2019), 96 p. (ISBN 9782746745988)Réédition Editions Autrement, coll. "Atlas Mémoire", 2019, 96 p.  (ISBN 9782746753808)
- Marie-Pierre Rey (dir.), Les Russes en France en 1814 : Des faits, des imaginaires et des mémoires, Paris, Éditions de la Sorbonne, coll. « Histoire contemporaine » (no 24), 2019, 228 p. (ISBN 979-10-351-0341-5, lire en ligne).
- Marie-Pierre Rey, Le premier des chefs : L'exceptionnel destin d'Antonin Carême, Paris, Flammarion, coll. « Histoire », 2021, 388 p. (ISBN 9782081420571).

## Distinction
- Chevalier de la Légion d'honneur